# Cayaponia bidentata
Cayaponia bidentata là một loài thực vật có hoa trong họ Cucurbitaceae. Loài này được (R.J. Hampshire) Duchen & S.S. Renner mô tả khoa học đầu tiên năm 2010.